# Кристофер Букер
Кристофер Букер (енгл. Christopher Monroe Booker; Форт Ворт, Тексас, 24. октобар 1981) је амерички кошаркаш. Игра на позицијама крилног центра и центра, а тренутно је без ангажмана.

## Успеси

### Клупски
- Унион Олимпија:
  - Куп Словеније (1): 2008.
- Крка:
  - ФИБА Еврочеленџ (1): 2010/11.
  - Првенство Словеније (2): 2010/11, 2013/14.
  - Куп Словеније (2): 2014, 2015.
- Остенде:
  - Првенство Белгије (1): 2011/12.
- Игокеа:
  - Куп Босне и Херцеговине (1): 2016.

### Појединачни
- Најкориснији играч Купа Словеније (1): 2015.